# Antonio Motos Martínez
Antonio Motos Martínez (Borja (Aragó), 16 de gener de 1863 - Saragossa, 1 d'abril de 1923) fou un polític i periodista aragonès, diputat i senador a Corts Espanyoles durant la restauració borbònica.

## Biografia
El 1877 fou redactor del Diario de Avisos, del que en serà director el 1882. Abandonà el càrrec per a marxar a les Filipines com a secretari del seu cunyat Juan Mompeón Goser, governador de l'illa de la Laguna. Quan va tornar a Saragossa fou nomenat director de l'Heraldo de Aragón, que comprarà el 1896 i en el que iniciarà una tasca de modernització de la maquinària. En serà director fins al 1900, reservant-se des d'aleshores la propietat. Es dedicà a la política i fou diputat provincial per Casp. Posteriorment elegit diputat pel districte de Balaguer a les eleccions generals espanyoles de 1901 i senador per la província de Saragossa el 1910-1911 i el 1914-1915.